# Геник Василь Миколайович
Василь Миколайович Геник (нар. 15 липня 1998, Івано-Франківськ, Україна) — український футболіст, опорний півзахисник франківського «Прикарпаття».

## Життєпис
У ДЮФЛУ з 2011 по 2015 рік виступав за франківське «Прикарпаття» та київське «Динамо». У дорослому футболі дебютував 2015 року в складі франківської «Ніки», яка виступала в чемпіонаті Івано-Франківської області.
Влітку 2016 року уклав перший професіональний контракт, з «Тепловиком». У футболці франківського клубу  дебютував 26 червня 2016 року в програному (3:4) домашньому поєдинку 11-го туру Другої ліги України проти одеської «Жемчужини». Василь вийшов на поле в стартовому складі, а на 46-ій хвилині його замінив Роман Прошак. Першим голом у футболці «Прикарпаття» відзначився 2 червня 2018 року на 89-ій хвилині переможного (3:0) виїзного поєдинку 29-го туру групи А Другої ліги України проти хмельницького «Поділля». Геник вийшов на поле на 73-ій хвилині, замінивши Василя Дербаха. У сезоні 2017/18 років допоміг команді фінішувати на 2-му місці в групі Б Другої ліги України та підвищитися в класі. У Першій лізі України дебютував 10 серпня 2018 року в програному (0:1) виїзному поєдинку 4-го туру проти ковалівського «Колоса». Василь вийшов на поле на 74-ій хвилині, замінивши Володимира Боришкевича.